# Natação no Campeonato Mundial de Esportes Aquáticos de 2019 - 800 m livre feminino
A prova dos 800 metros livre feminino da natação no Campeonato Mundial de Esportes Aquáticos de 2019 ocorreu entre os dias 26 de julho e 27 de julho, em Gwangju, na Coreia do Sul. 

## Recordes
Antes desta competição, os recordes mundiais e do campeonato nesta prova eram os seguintes:
| Tipo                  | Atleta        | Tempo   | Local          | Data                 |
| --------------------- | ------------- | ------- | -------------- | -------------------- |
|                       | Katie Ledecky | 8:04.79 | Rio de Janeiro | 12 de agosto de 2016 |
| Recorde do campeonato | Katie Ledecky | 8:07.39 | Cazã           | 8 de agosto de 2015  |

## Medalhistas
| Ouro                | Prata                   | Bronze               |
| Katie Ledecky (USA) | Simona Quadarella (ITA) | Ariarne Titmus (AUS) |

## Cronograma
Todos os horários são locais (UTC+9). 
| Data        | Hora  | Evento        |
| ----------- | ----- | ------------- |
| 26 de julho | 12:05 | Eliminatórias |
| 27 de julho | 21:25 | Final         |

## Resultados

### Eliminatórias
Esses foram os resultados das eliminatórias. Foram realizadas no dia 26 de julho com início às 12:05. 
| Pos. | Bateria | Raia | Nadadora                 | Nacionalidade      | Tempo   | Notas |
| ---- | ------- | ---- | ------------------------ | ------------------ | ------- | ----- |
| 1    | 5       | 5    | Leah Smith               | Estados Unidos     | 8:17.23 | Q     |
| 2    | 5       | 4    | Katie Ledecky            | Estados Unidos     | 8:17.42 | Q     |
| 3    | 5       | 3    | Ariarne Titmus           | Austrália          | 8:19.43 | Q     |
| 4    | 4       | 5    | Simona Quadarella        | Itália             | 8:20.86 | Q     |
| 5    | 4       | 4    | Wang Jianjiahe           | China              | 8:20.91 | Q     |
| 6    | 4       | 3    | Sarah Köhler             | Alemanha           | 8:22.95 | Q     |
| 7    | 5       | 7    | Mireia Belmonte          | Espanha            | 8:28.22 | Q     |
| 8    | 4       | 6    | Kiah Melverton           | Austrália          | 8:29.70 | Q     |
| 9    | 5       | 1    | Tjaša Oder               | Eslovênia          | 8:30.97 |       |
| 10   | 5       | 6    | Ajna Késely              | Hungria            | 8:32.34 |       |
| 11   | 5       | 8    | Jimena Pérez             | Espanha            | 8:32.38 |       |
| 12   | 5       | 2    | Anna Egorova             | Rússia             | 8:34.73 |       |
| 13   | 4       | 1    | Julia Hassler            | Liechtenstein      | 8:34.91 |       |
| 14   | 3       | 3    | Giulia Gabbrielleschi    | Itália             | 8:35.03 |       |
| 15   | 4       | 7    | Li Bingjie               | China              | 8:37.41 |       |
| 16   | 5       | 0    | Anastasiya Kirpichnikova | Rússia             | 8:37.90 |       |
| 17   | 3       | 5    | Tamila Holub             | Portugal           | 8:38.77 |       |
| 18   | 4       | 8    | Mackenzie Padington      | Canadá             | 8:39.58 |       |
| 19   | 5       | 9    | Viviane Jungblut         | Brasil             | 8:42.52 |       |
| 20   | 4       | 9    | Diana Durães             | Portugal           | 8:44.37 |       |
| 21   | 3       | 6    | Eve Thomas               | Nova Zelândia      | 8:44.65 |       |
| 22   | 3       | 4    | Marlene Kahler           | Áustria            | 8:45.13 |       |
| 23   | 3       | 2    | Gan Ching Hwee           | Singapura          | 8:47.88 |       |
| 24   | 3       | 8    | Duné Coetzee             | África do Sul      | 8:47.97 |       |
| 25   | 2       | 5    | Matea Sumajstorčić       | Croácia            | 8:48.61 |       |
| 26   | 3       | 7    | Han Da-kyung             | Coreia do Sul      | 8:49.90 |       |
| 27   | 4       | 2    | Boglárka Kapás           | Hungria            | 8:50.13 |       |
| 28   | 3       | 9    | Hanna Eriksson           | Suécia             | 8:52.14 |       |
| 29   | 2       | 2    | Arianna Valloni          | San Marino         | 8:52.85 |       |
| 30   | 2       | 4    | Ho Nam Wai               | Hong Kong          | 8:53.37 |       |
| 31   | 2       | 3    | Laura Lahtinen           | Finlândia          | 8:54.94 |       |
| 32   | 3       | 0    | Nicole Oliva             | Filipinas          | 8:55.50 |       |
| 33   | 2       | 6    | Ammiga Himathongkom      | Tailândia          | 8:57.83 |       |
| 34   | 2       | 8    | Julia Arino              | Argentina          | 9:04.02 |       |
| 35   | 2       | 7    | Souad Cherouati          | Argélia            | 9:12.30 |       |
| 36   | 1       | 4    | Eva Petrovska            | Macedônia do Norte | 9:12.71 |       |
| 37   | 2       | 0    | Gabriella Doueihy        | Líbano             | 9:19.78 |       |
| 38   | 1       | 3    | Talita Te Flan           | Costa do Marfim    | 9:21.19 |       |
| 39   | 1       | 5    | Raya Embury-Brown        | Ilhas Caimã        | 9:22.69 |       |
| 40   | 2       | 1    | Diana Zlobina            | Cazaquistão        | 9:31.05 |       |
| 41   | 3       | 1    | Joanna Evans             | Bahamas            | DNS     | DNS   |
| 41   | 4       | 0    | Kristel Köbrich          | Chile              | DNS     | DNS   |

### Final
A final foi realizada em 27 de julho às 21:25. 
| Pos.              | Raia | Nadadora          | Nacionalidade  | Tempo   | Notas              |
| ----------------- | ---- | ----------------- | -------------- | ------- | ------------------ |
| Medalha de ouro   | 5    | Katie Ledecky     | Estados Unidos | 8:13.58 |                    |
| Medalha de prata  | 6    | Simona Quadarella | Itália         | 8:14.99 | Recorde nacional   |
| Medalha de bronze | 3    | Ariarne Titmus    | Austrália      | 8:15.70 | Recorde da Oceania |
| 4                 | 7    | Sarah Köhler      | Alemanha       | 8:16.43 | Recorde nacional   |
| 5                 | 4    | Leah Smith        | Estados Unidos | 8:17.10 |                    |
| 6                 | 2    | Wang Jianjiahe    | China          | 8:18.57 |                    |
| 7                 | 8    | Kiah Melverton    | Austrália      | 8:25.07 |                    |
| 8                 | 1    | Mireia Belmonte   | Espanha        | 8:25.51 |                    |

Legenda
| Recorde mundial       | Recorde mundial (World record)               |                       | Recorde africano                      | Recorde africano (African) |                                           | Q | Classificado por posição (Qualified) |
| Recorde do campeonato | Recorde do campeonato (Championship record)  | Recorde da América    | Recorde da América (Americas)         | q                          | Classificado por melhor tempo (Qualified) |   |                                      |
| Melhor marca do ano   | Melhor marca do ano (World leading)          | Recorde asiático      | Recorde asiático (Asian)              | DNS                        | Não largou (Did not start)                |   |                                      |
| Recorde nacional      | Recorde nacional (National record)           | Recorde europeu       | Recorde europeu (European)            | DNF                        | Não terminou (Did not finish)             |   |                                      |
| Recorde pessoal       | Recorde pessoal do atleta (Personal best)    | Recorde da Oceania    | Recorde da Oceania (Oceania)          | DSQ / DQ                   | Desclassificado (Disqualified)            |   |                                      |
| Recorde da temporada  | Recorde da temporada do atleta (Season best) | Recorde sul-americano | Recorde sul-americano (South America) | NM                         | Sem marca (No mark)                       |   |                                      |